# Procerura ochracea
Procerura ochracea är en urinsektsart som först beskrevs av John Tenison Salmon 1949.  Procerura ochracea ingår i släktet Procerura och familjen Isotomidae. Inga underarter finns listade i Catalogue of Life.